# Charles Fefferman

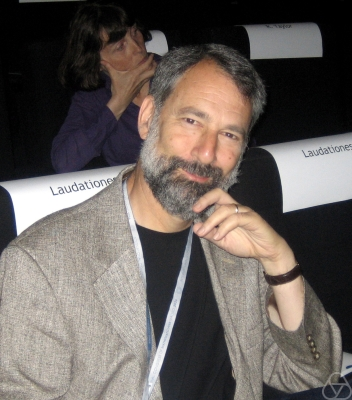
Charles Fefferman (2006)

Charles Louis Fefferman (* 18. April 1949 in Washington, D.C.) ist ein amerikanischer Mathematiker an der Princeton University. 1978 wurde ihm die Fields-Medaille verliehen.

## Leben
Fefferman war ein Wunderkind, beherrschte angeblich bereits im Alter von 12 Jahren die Infinitesimalrechnung und besuchte im Alter von 14 Jahren die University of Maryland, wo er 1966 seinen Bachelorgrad mit Auszeichnung erhielt. 1969 wurde er an der Princeton University bei Elias Stein mit der Arbeit Inequalities for Strongly Regular Convolution Operators über Faltungsoperatoren promoviert. 1970 wurde er Sloan Research Fellow.
Im Alter von 22 Jahren bekam er 1971 eine Stelle als ordentlicher Professor an der University of Chicago und ist damit der bislang jüngste full professor in den USA. Er lehrte aber schon 1969 in Princeton. Mit 24 kehrte er 1973 auf eine Professur nach Princeton zurück, wo er seit 1984 Herbert Jones Professor ist.
Fefferman arbeitete auf dem Gebiet der Funktionentheorie mehrerer Variabler (z. B. Bergman-Kerne), der partiellen Differentialgleichungen, singuläre Integrale, der Fourieranalyse (Konvergenzverhalten von Fourierreihen im n-dimensionalen euklidischen Raum und auf dem Torus) und Funktionalanalysis (z. B. Distributionen-Räume).
1972 bewies er mit Elias Stein die Dualität des von Louis Nirenberg und Fritz John eingeführten BMO-Raumes von Funktionen zum reellen Hardy-Raum {\displaystyle H^{1}(\mathbb {R} ^{n})}.

## Ehrungen und Auszeichnungen
1971 wurde er mit dem Salem Prize ausgezeichnet. 1972 wurde er in die American Academy of Arts and Sciences gewählt. 1974 hielt er einen Plenarvortrag auf dem ICM in Vancouver (Recent Progress in Classical Fourier Analysis). 1976 erhielt er den Alan T. Waterman Award und 1978 die Fields-Medaille für seine Arbeiten auf dem Gebiet der Analysis. Im Jahre 1979 wurde Fefferman zum Mitglied der National Academy of Sciences gewählt. Seit 1988 ist er Mitglied der American Philosophical Society. 1992 erhielt er den Bergman Preis, 2008 den Bôcher Memorial Prize. 2009 wurde er Ehrenmitglied der London Mathematical Society. 2017 wurde ihm der Wolf Prize in Mathematik verliehen. Für 2021 wurde er mit dem BBVA Foundation Frontiers of Knowledge Award in der Kategorie "Grundlagenforschung" ausgezeichnet. Er ist Ehrendoktor mehrerer Universitäten.
Sein Bruder Robert Fefferman ist ebenfalls Mathematiker.

## Schriften
- mit C. Robin Graham: The ambient metric. Princeton University Press 2012.